# Segnalamenti marittimi ottici

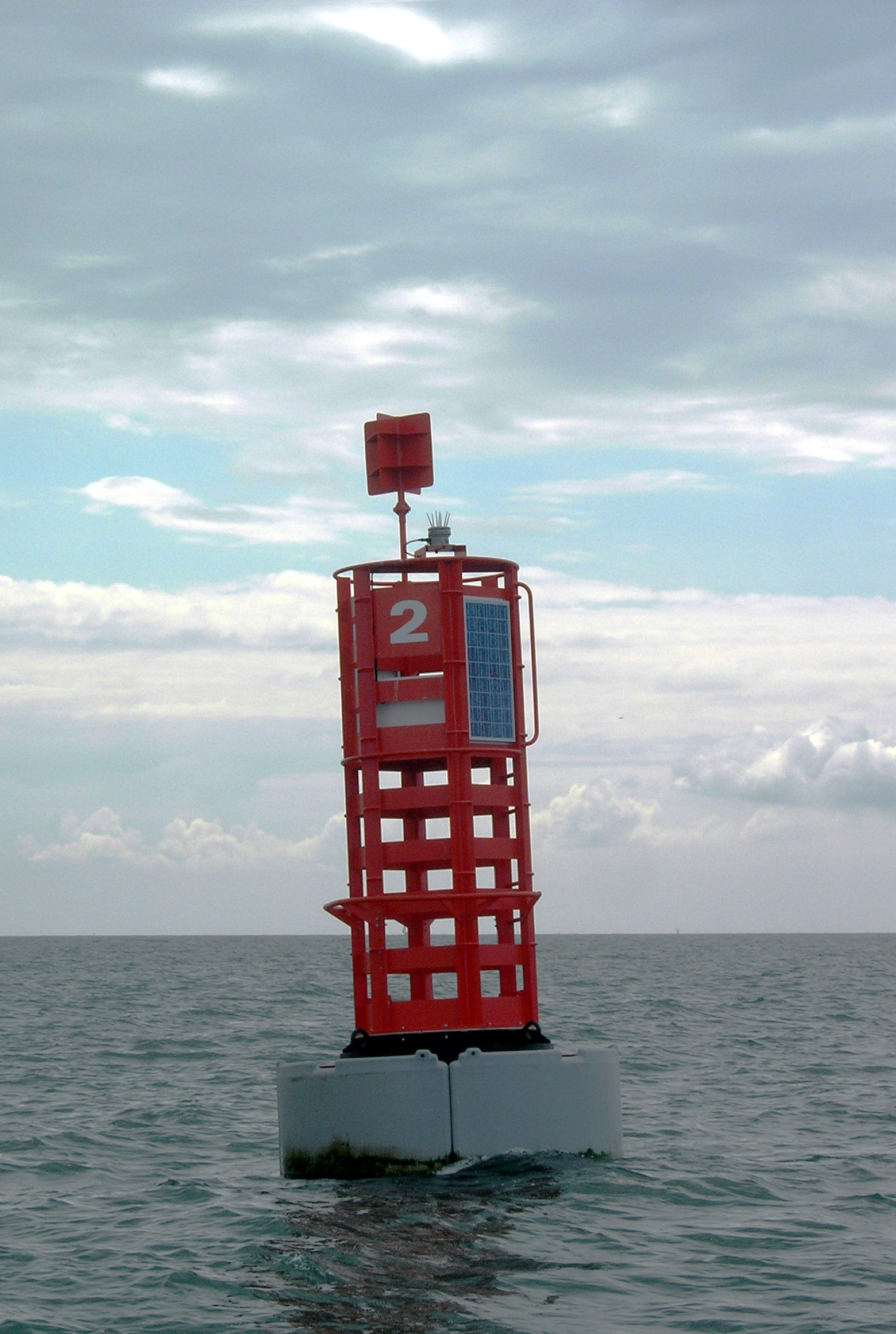
Boa laterale di sinistra del canale di accesso della Loira

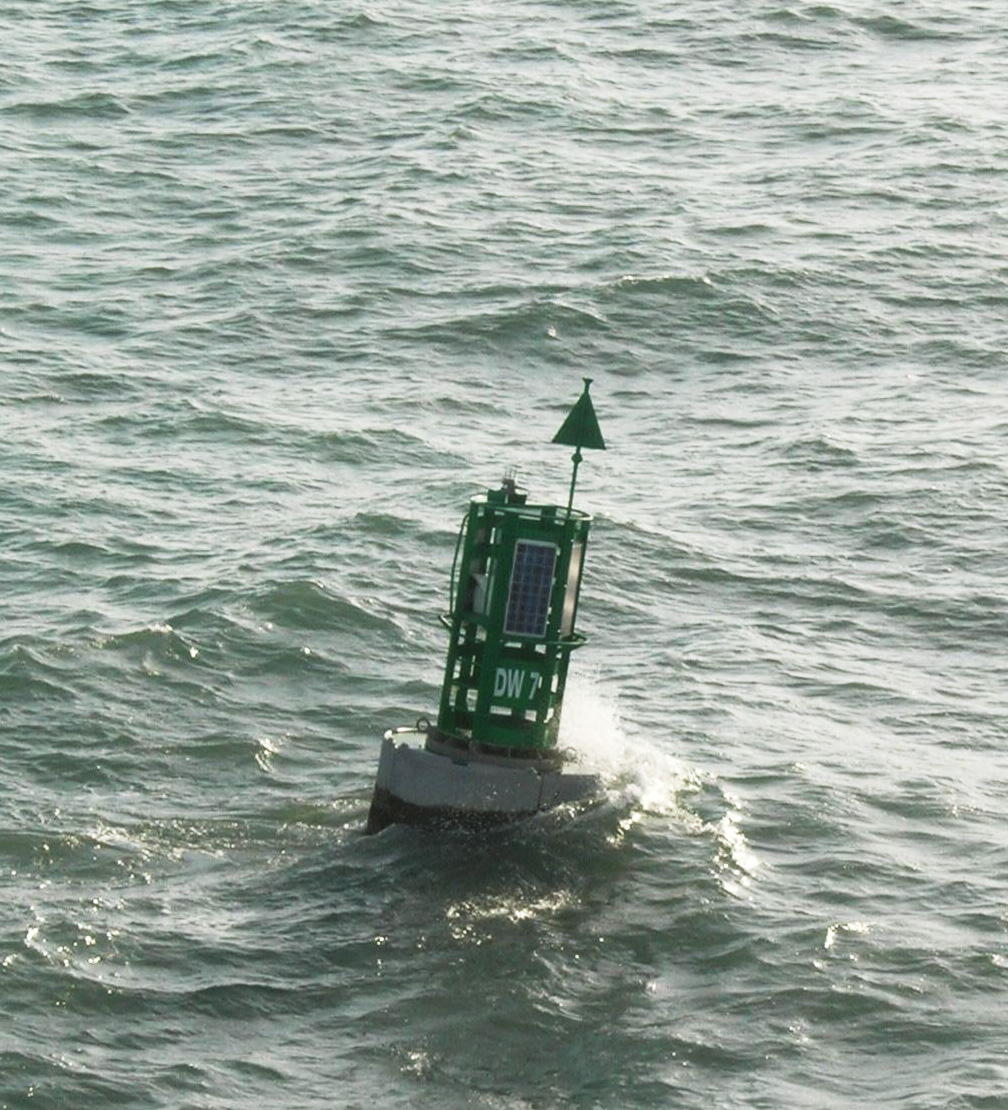
Boa laterale di destra del canale di accesso del porto di Dunkerque

I segnalamenti marittimi ottici  sono costituiti dal complesso dei segnali posti a terra o in mare per rendere più sicura e facile la navigazione costiera.
Servono ad indicare  la presenza di pericoli,  ad aiutare a riconoscere la costa, ad indicare tramite allineamento la rotta corretta, ed in generale a fornire dei punti notevoli al navigante.  Sono situati sulla costa, all'entrata dei porti, sulle dighe foranee, sui promontori, sugli scogli, sulle secche o galleggianti in mare.
Per la loro funzione, i segnalamenti marittimi devono essere quindi facilmente visibili ed identificabili, ed essere riportati sulle carte o sui documenti nautici. Possono essere luminosi, ed essere visibili quindi anche di notte, oppure essere di utilizzo esclusivamente diurno. A volte i segnalamenti più piccoli sono dotati anche di un riflettore radar, un diedro metallico che permette ai radar delle navi una loro più facile individuazione.

## Tipi di segnali
I segnalamenti luminosi comprendono:
- i fari : sono i più importanti dei vari segnali.  Sono situati in prossimità dei luoghi di atterraggio, dei luoghi pericolosi o di altri luoghi ove sia utile avere un punto notevole percepibile a distanza elevata durante la navigazione costiera o quando si arriva dal largo. Sono costituiti in genere da un'alta torre sulla cui sommità è presente una potente sorgente luminosa, di portata superiore alle 15 miglia nautiche. Se possibile i fari sono situati in una zona sopraelevata rispetto al livello del mare, per poter essere scorti più da lontano. Sono riportati sulle carte nautiche e su specifiche pubblicazioni nautiche, dove sono descritti in termini di caratteristiche luminose (tipo di luce, periodo, portata nominale) e di altezza di posizionamento.
- i fanali : hanno una portata luminosa minore dei fari. Sono situati sulle opere portuali oppure in mare per segnalare  secche, scogli affioranti,  o altri ostacoli o punti di interesse minore rispetto a quelli segnalati dai fari. Sono riportati sulle carte nautiche e su specifiche pubblicazioni nautiche, dove sono descritti in termini solo della loro caratteristica luminosa (tipo di luce, periodo, portata nominale).
- i battelli-faro : sono costituiti da uno scafo sul quale è montato un apparato luminoso di grande potenza. Sono in genere forniti di un minimo di equipaggio e sono ancorati in acque relativamente basse in punti particolari per la navigazione, ma dove è impossibile costruire un faro.
- i battelli-fanale : simili al battello-faro, ma con un apparato luminoso di portata più limitata. In genere sono senza equipaggio e segnalano pericoli al largo della costa.
- le superboe : sono sostitutive dei battelli-fanale.
- le boe luminose : sono costituite da galleggianti di grandi dimensioni, ancorati al fondo, sui quali è montato un fanale. Hanno le stesse finalità di quest'ultimo, ma sono poste in acque ove per la profondità non è possibile installare un fanale.

I segnalamenti diurni comprendono:
- i fari : data la loro imponente struttura e la loro facile riconoscibilità, i fari sono catalogati anche come segnalamenti diurni.
- i  dromi  : sono dei punti di riferimento artificiale che vengono eretti sulla costa ove non esistono altri punti notevoli utili al riconoscimento ed al rilevamento. Possono avere forma di parallelepipedo, di colonna, di tronco di cono, di obelisco, oppure altre forme .
- le mede : sono dei piccoli punti di riferimento artificiale, generalmente utili ad individuare un allineamento, quale la rotta di entrata in un porto, gli estremi di una base misurata, eccetera. Sono a forma di pilastrino, di traliccio, o di altra forma.
- le briccole : sono dei gruppi di pali legati tra loro e piantati nei bassofondali, generalmente lagunari, per indicare la via navigabile.
- le boe : sono dei galleggianti ancorati al fondo, e segnalano ad esempio i limiti di una zona navigabile o l'imboccatura di un canale, oppure possono segnalare anche un pericolo isolato.
- i gavitelli : sono dei piccoli galleggianti che servono ad indicare la posizione di qualcosa di sommerso o  a fungere da segnale temporaneo.
- i miragli : sono  piccole strutture metalliche di forma geometrica, di varia configurazione e colore. Vengono montate su boe o su pali, ed indicano il tipo di pericolo o la via da tenere (ad esempio nei canali navigabili).

I sopradescritti segnalamenti si chiamano ottici in quanto esistono anche quelli acustici e quelli radioelettrici.

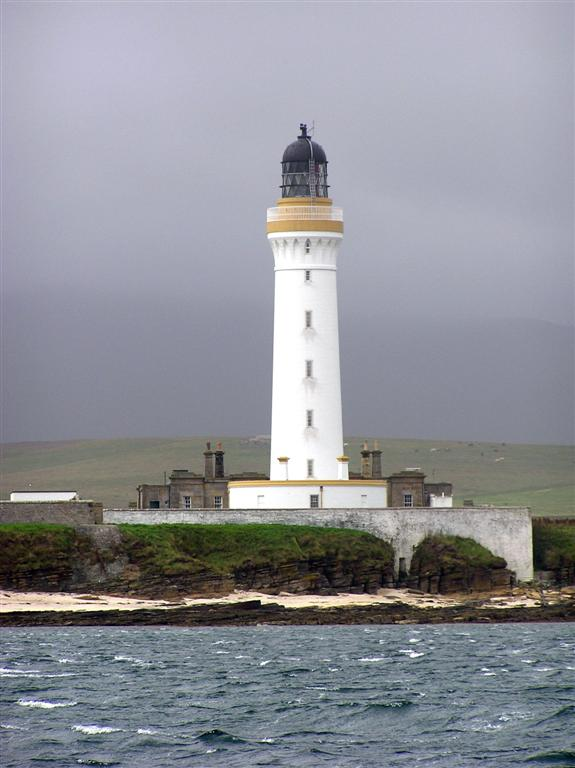
Un faro
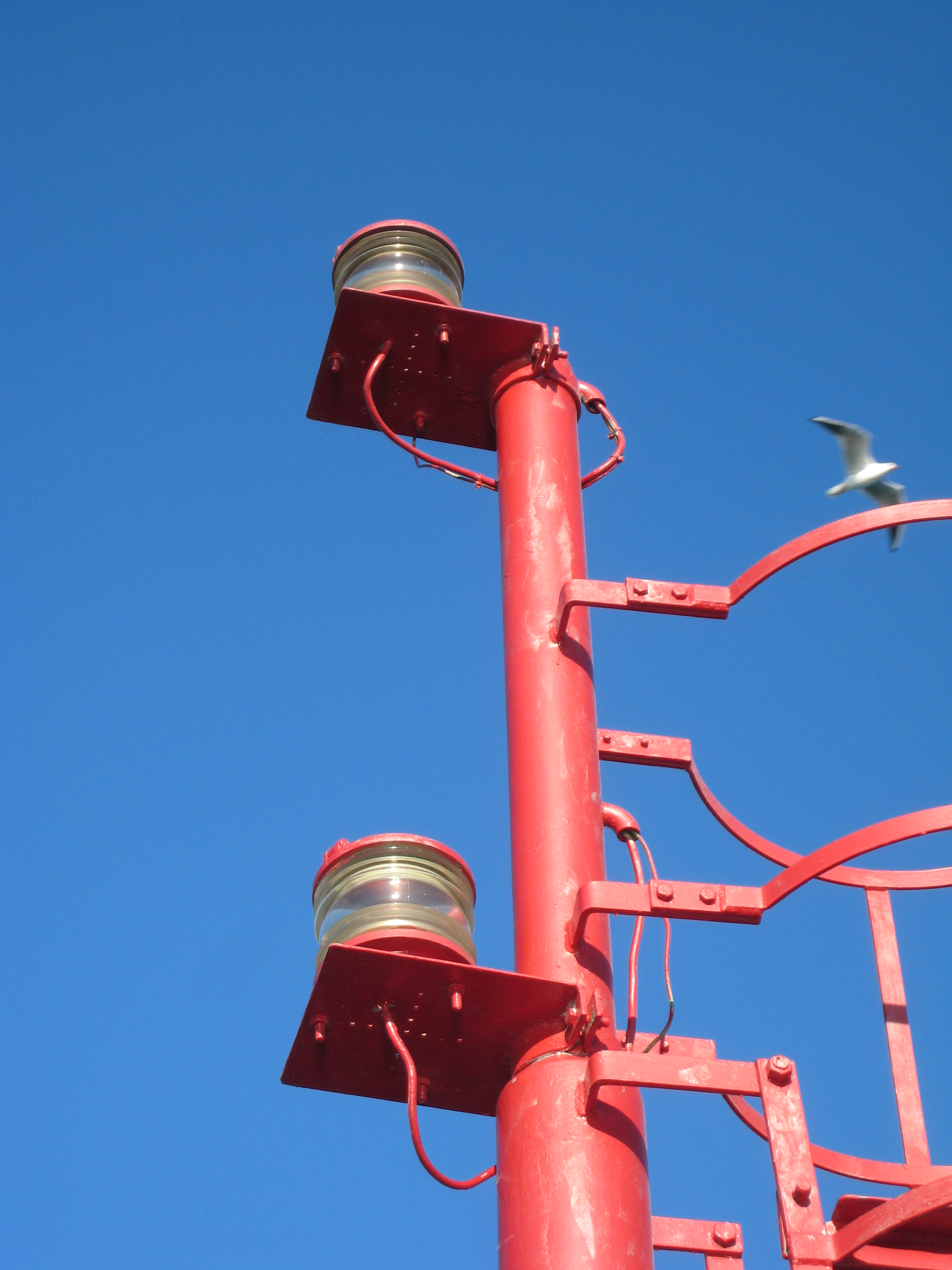
Un fanale all’imboccatura di un porticciolo
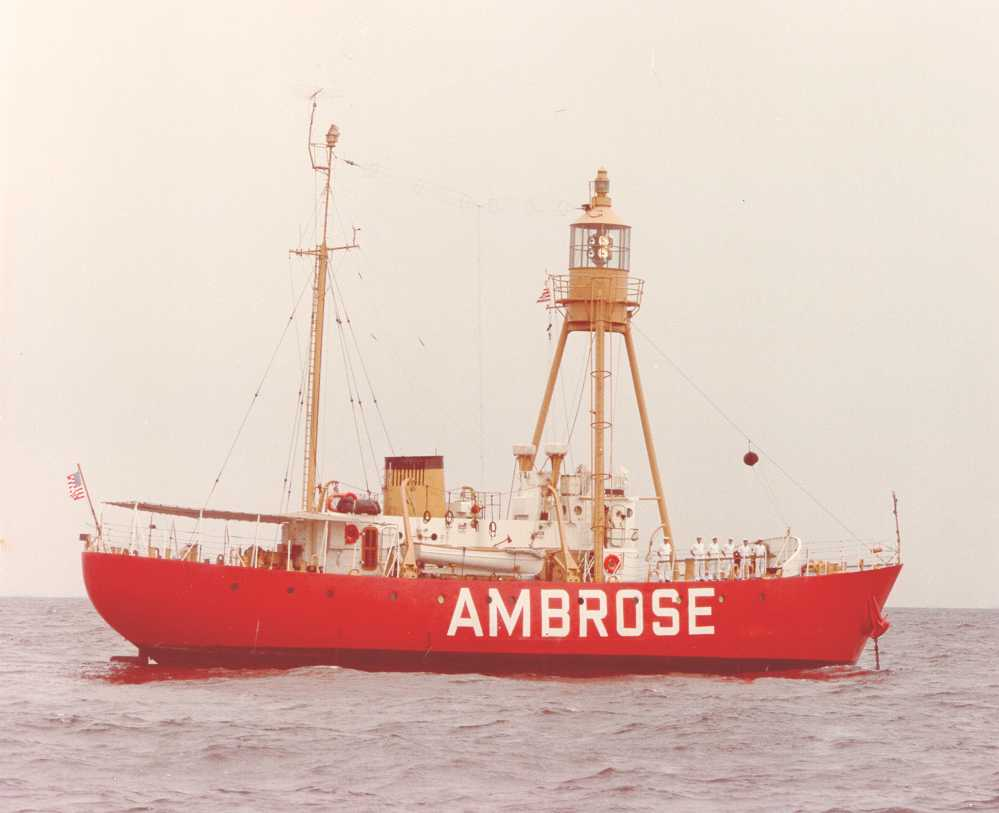
Un battello-fanale
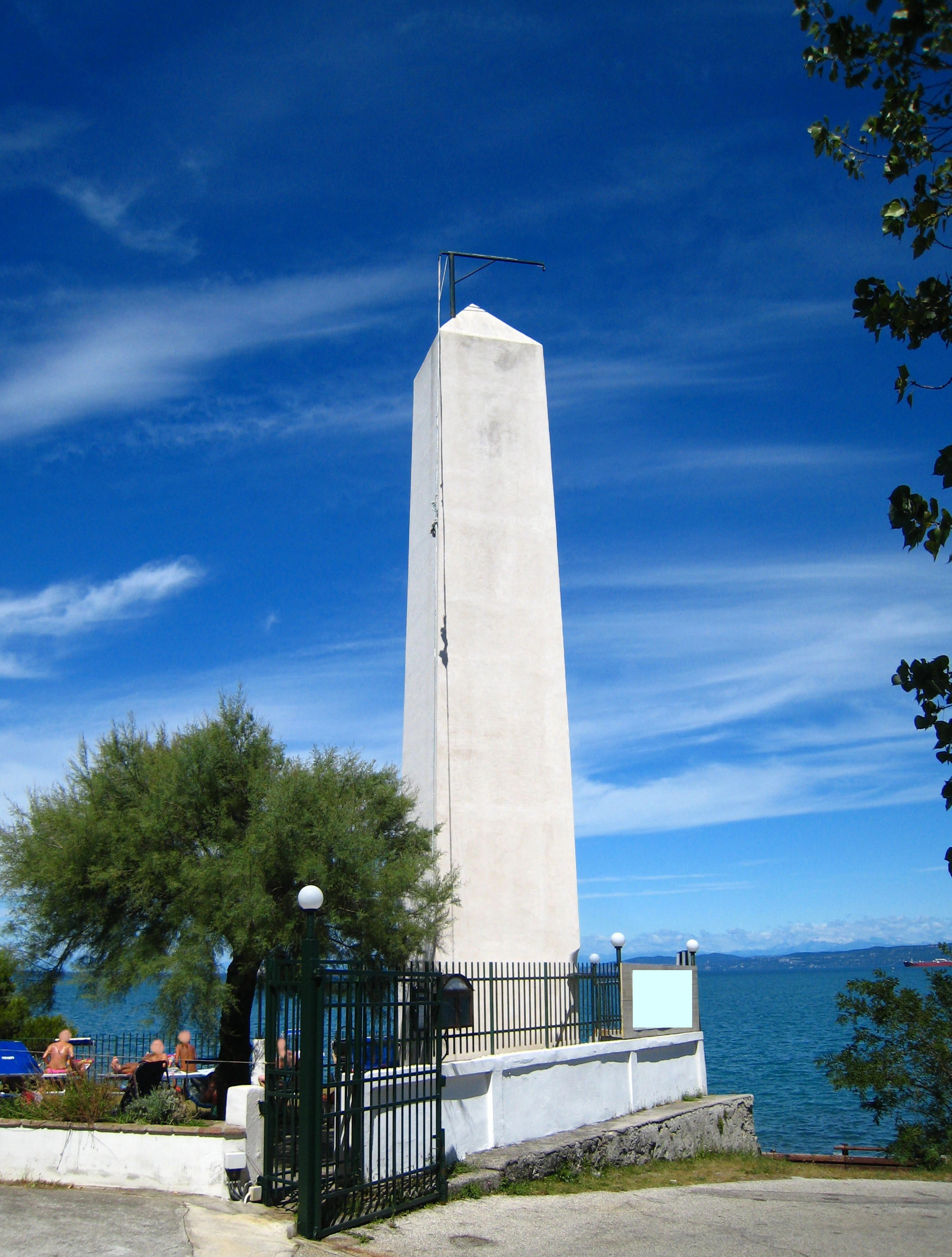
Un dromo
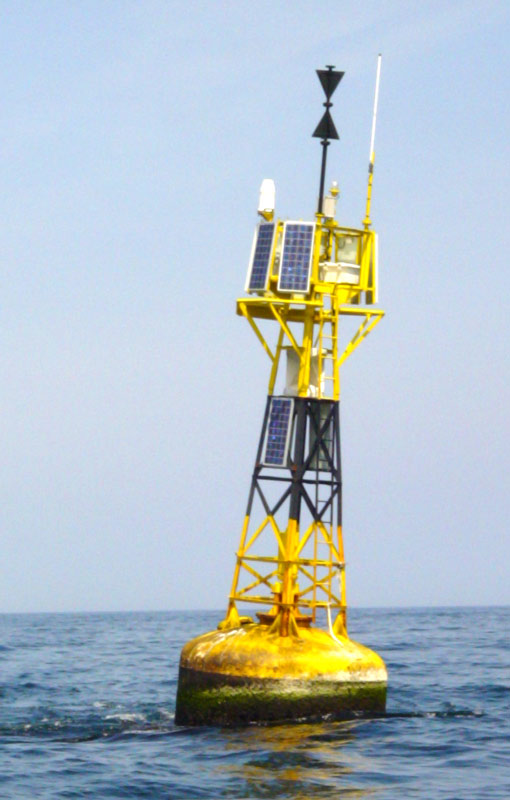
Una boa
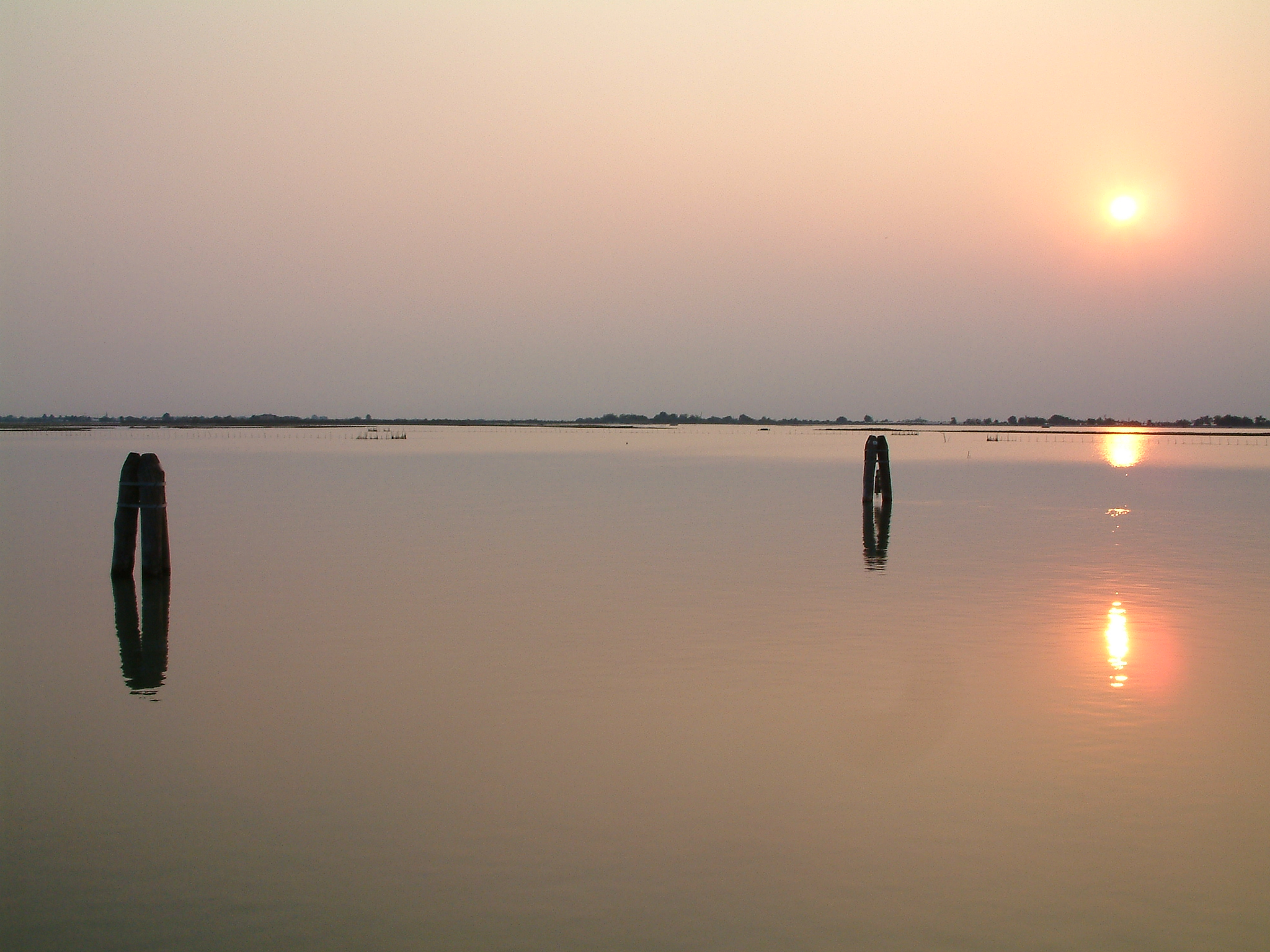
Due briccole

## Il sistema di segnalazione I.A.L.A.

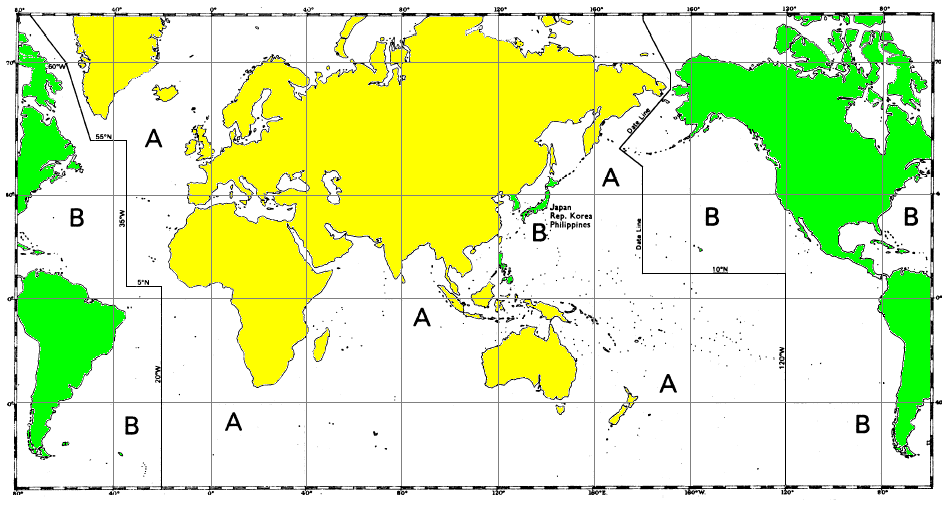
Regione A e regione B del sistema di segnalazione I.A.L.A.

Ogni tipo di segnalamento possiede delle caratteristiche particolari, quali il colore e la caratteristica della luce per i segnali luminosi,  la forma ed il colore dei miragli, e così via, che forniscono informazioni utili al loro riconoscimento univoco ed al loro utilizzo. Il sistema internazionale di segnalamenti I.A.L.A. (International Association of Lighthouse Authorities) codifica tali caratteristiche raggruppando i segnali in 5 categorie:  segnali laterali,  segnali cardinali,  segnali di pericolo isolato,  segnali di acque sicure e  segnali speciali.

### Segnali laterali

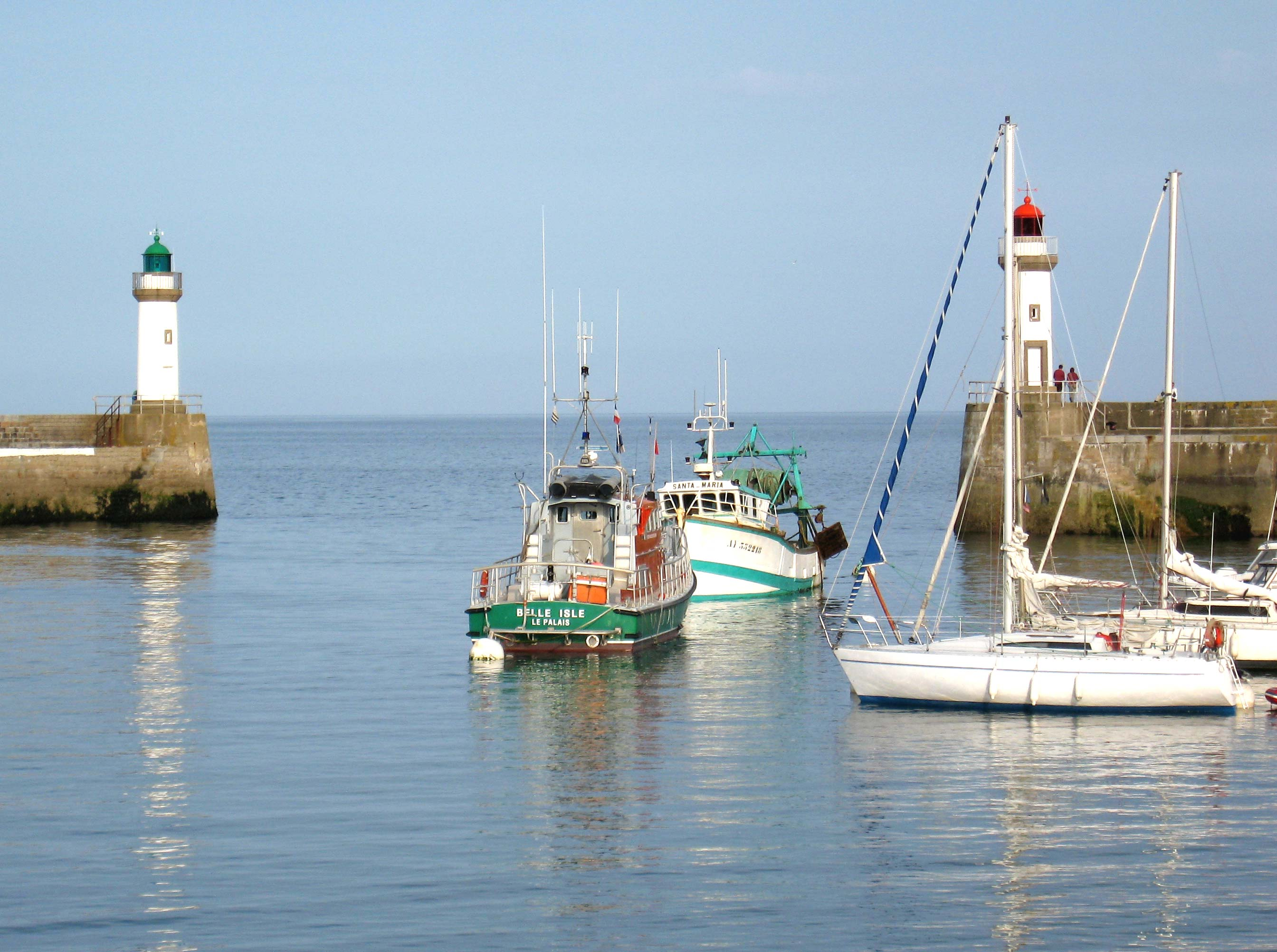
Fanali di entrata del porto di Palais à Belle-Île-en-Mer (visti da terra)

I segnali laterali segnalano l'entrata di porti e canali, differenziandosi tra lato destro e sinistro: colore verde sul lato destro e rosso sul lato sinistro entrando nei porti e canali. I segnali sono sormontati da eventuali miragli, conici a destra  e cilindrici a sinistra, e di notte sono individuati da luce verde a destra e rossa a sinistra  con caratteristica generica. Nella biforcazione di canali, il canale principale è indicato con segnali laterali modificati. La convenzione sui colori (verde a destra e rosso a sinistra) è estesa a tutti i paesi appartenenti alla regione A del sistema I.A.L.A. (comprendente Europa, Africa, Australia e Asia continentale).  Questa è una delle due regioni in cui il sistema I.A.L.A., per ragioni storiche, divide il mondo. Nella seconda regione, la regione B (comprendente Americhe, Filippine, Corea del Sud, Giappone) i segnali laterali prevedono colori invertiti (verde a sinistra, rosso a destra).
| Segnale di sinistra (zona A) entrando nei porti o canali - colore : rosso - miraglio (eventuale) : cilindrico - luce : rossa con qualsiasi caratteristica                             | Segnale di destra (zona A) entrando nei porti o canali - colore : verde - miraglio (eventuale) : conico - luce : verde con qualsiasi caratteristica                              |
| Segnale di sinistra (zona A) per un canale principale - colore : rosso con fascia orizzontale verde - miraglio (eventuale): cilindrico - luce : rossa a gruppi compositi di lampi 2+1 | Segnale di destra (zona A) per un canale principale - colore : verde con fascia orizzontale rossa - miraglio (eventuale) : conico - luce : verde a gruppi compositi di lampi 2+1 |

### Segnali cardinali
I segnali cardinali segnalano aree di pericolo in orientamento rapportato a punti cardinali rispetto alla posizione del segnale e precisamente: pericolo a sud, passa a nord; pericolo a ovest, passa a est; pericolo a nord, passa a sud, pericolo a est, passa a ovest. Sono di colore nero e giallo, con le strisce nere indicanti i vertici dei miragli, costituiti da due coni sovrapposti. Di notte segnalano attraverso luci scintillanti con diverse caratteristiche.
| Cardinale nord (passare a nord) - colore : nero nel lato superiore e giallo in basso - miragli : due coni neri puntati verso l'alto - luce : bianca scintillante continua                                                      | Cardinale est (passare a est) - colore : una fascia gialla tra due nere - miragli : due coni neri puntati verso l'alto e verso il basso uniti per la base - luce : bianca scintillante a gruppi di tre ogni 5-10 secondi |
| Cardinale sud (passare a sud) - colore : giallo nel lato superiore e nero in basso - miragli : due coni neri puntati verso il basso - luce : bianca scintillante a gruppi di sei, seguiti da un lampo lungo ogni 10-15 secondi | Cardinale ovest (passare a ovest) - colore : una fascia nera tra due gialle - miragli : due coni neri con i vertici contrapposti - luce : bianca scintillante a gruppi di nove ogni 10-15 secondi                        |

|  |

### Segnali di pericolo isolato

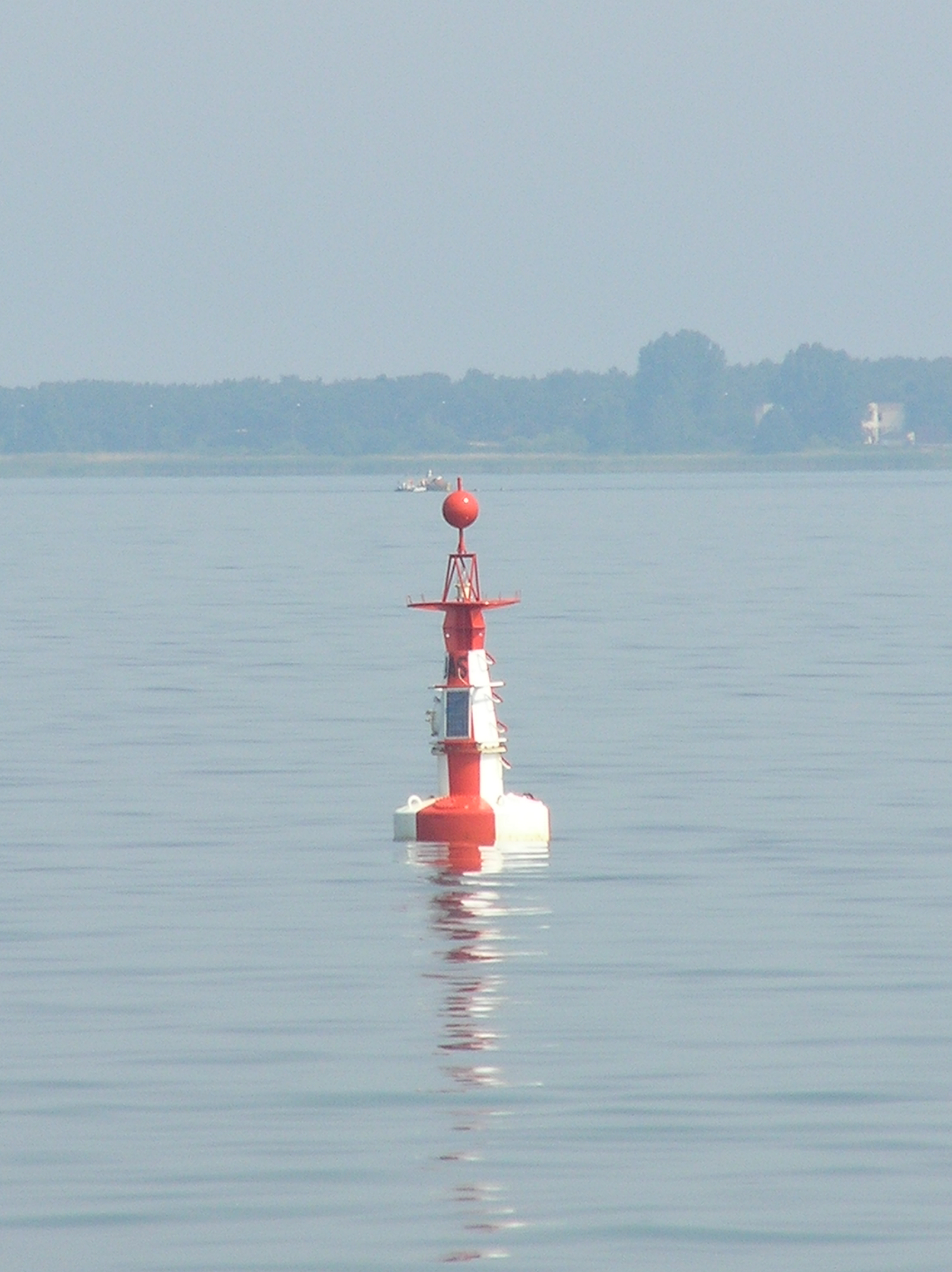
Segnale di acque sicure
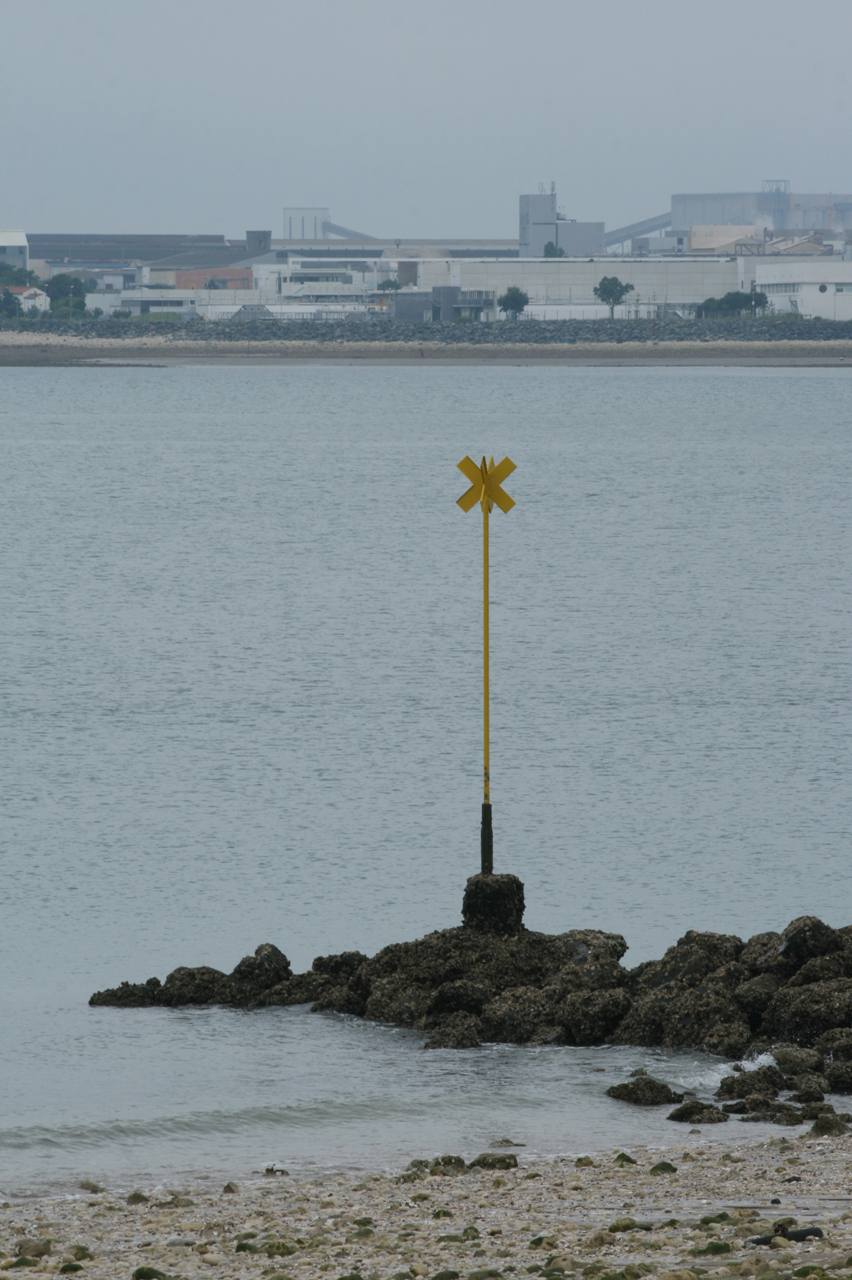
Segnale speciale sulla spiaggia di la Rochelle
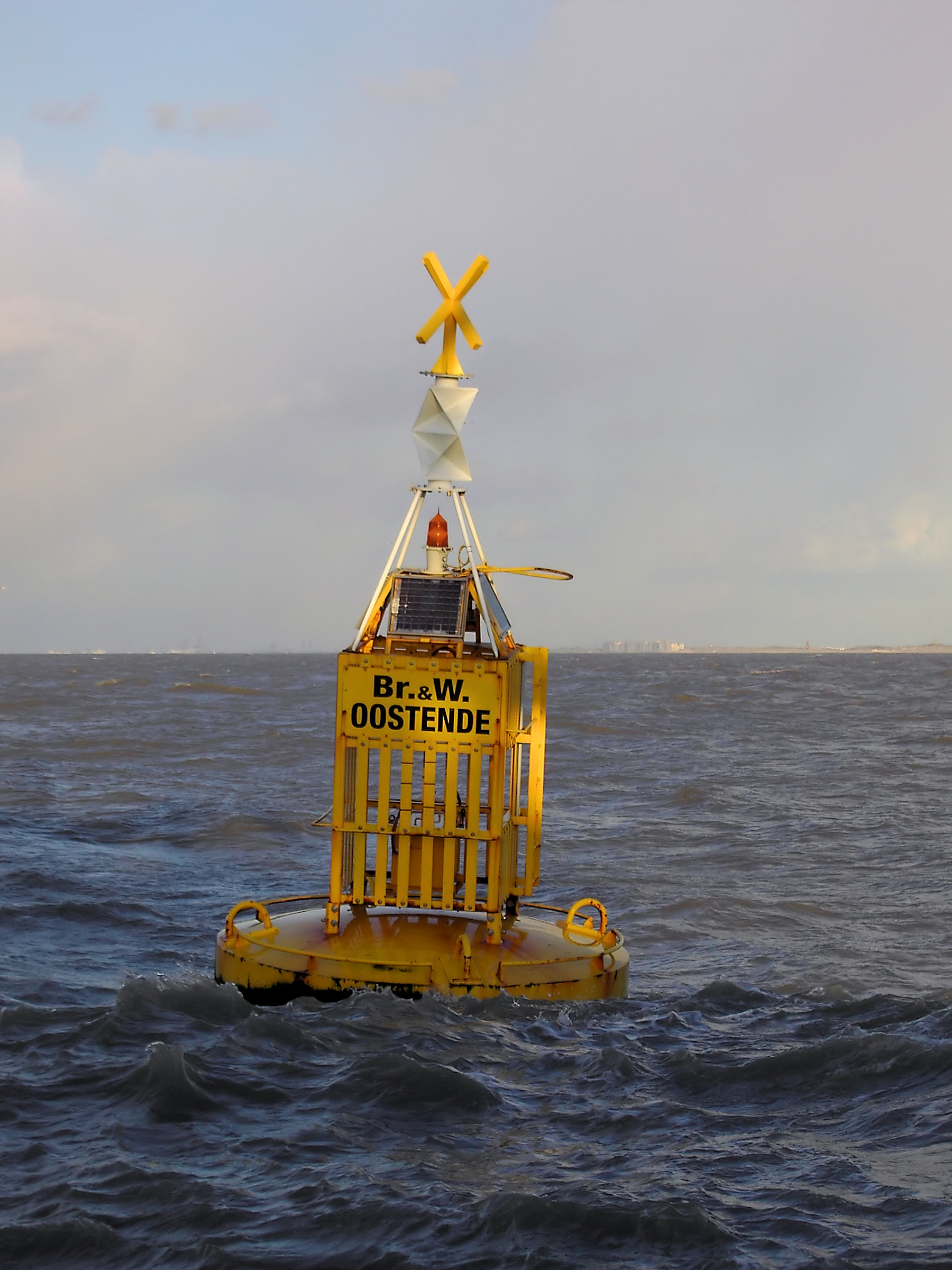
Segnale speciale nelle acque del Belgio

I segnali di pericolo isolato segnalano pericoli isolati per la navigazione (scogli, secche, ecc.) in prossimità della loro posizione. 
| - colore : nero a fasce orizzontali rosse - miragli : due sfere nere sovrapposte - luce : bianca a gruppi di due lampi |

### Segnali di acque sicure
I segnali di acque sicure indicano zona sicure ai fini della navigazione.
| - colore : a strisce verticali bianche e rosse - miragli : una sfera rossa - luce : bianca, isofase, intermittente, ad un lampo di 10 secondi o riproducente la lettera A (Alfa) dell'alfabeto Morse |

### Segnali speciali
I segnali speciali  segnalano cavi sottomarini, oleodotti, aree protette, aree militari, ecc. 
| - colore : giallo - miragli : giallo a x - luce : gialla lampeggiante |

### Segnali IALA / miragli e segnali luminosi
|  |